# Yadier Molina
Pour les articles homonymes, voir Molina.
Yadier Benjamin Molina (né le 13 juillet 1982 à Bayamón, Porto Rico) est un receveur étoile des Ligues majeures de baseball. Il joue depuis 2004 pour les Cardinals de Saint-Louis.
Il a remporté 8 Gants dorés, 6 Fielding Bible Awards, a reçu 7 invitations au match des étoiles et fait partie des équipes championnes des Séries mondiales de 2006 et 2011. Considéré comme l'un des meilleurs receveurs défensifs du baseball, Molina mène les joueurs actifs du baseball majeur à sa position après la saison 2014 pour l'efficacité à retirer les coureurs adverses en tentative de vol, avec un taux de succès de 44,77 %.
Yadier Molina est le jeune frère de Bengie Molina (né en 1974) et José Molina (né en 1975), qui sont tous deux receveurs dans les Ligues majeures de baseball.

## Carrière
Molina fut réclamé au 4e tour de sélection par les Cardinals de Saint-Louis au repêchage amateur de juin 2000. Il a fait ses débuts dans les majeures en tant que receveur réserviste en 2004.
À partir de 2005, il a produit 40 points ou plus à chaque saison, dont un sommet personnel de 56 en 2008.

### Saison 2005
En 2005, il domine tous les receveurs du baseball majeur en retirant 64 % des coureurs adverses en tentative de vol. Il mène cependant les receveurs de la Ligue nationale pour une statistique moins reluisante, les balles passées, avec 8 durant la saison.

### Saison 2006
Molina a participé aux séries éliminatoires à ses trois premières années avec les Cards. Il n'a frappé aucun coup sûr en 3 présences au bâton face aux Red Sox de Boston lors de la Série mondiale 2004, perdue par Saint-Louis. Le receveur s'est toutefois repris en 2006, affichant des moyennes au bâton de ,308 en Série de divisions contre San Diego, puis de ,348 en Série de championnat contre New York et finalement de ,412 en Série mondiale 2006 face aux Tigers de Detroit. Les Cardinals remportent le titre mondial en 2006.
Yadier Molina est le seul receveur, avec les légendaires Johnny Bench et Yogi Berra, à avoir joué dans deux Séries mondiales avant l'âge de 25 ans.

### Saison 2007
Le talent défensif de Molina est souligné en 2007 alors qu'il remporte le Fielding Bible Award du meilleur receveur défensif du baseball majeur. En 2007, Molina retire 54 % des coureurs adverses qui tentent de voler un but contre lui, le meilleur taux d'efficacité du baseball majeur cette saison-là.

### Saison 2008
Excellent joueur défensif, il a remporté le Gant doré à la position de receveur en 2008 en plus d'afficher une moyenne au bâton de ,304. Il reçoit aussi son deuxième Fielding Bible Award.

### Saison 2009

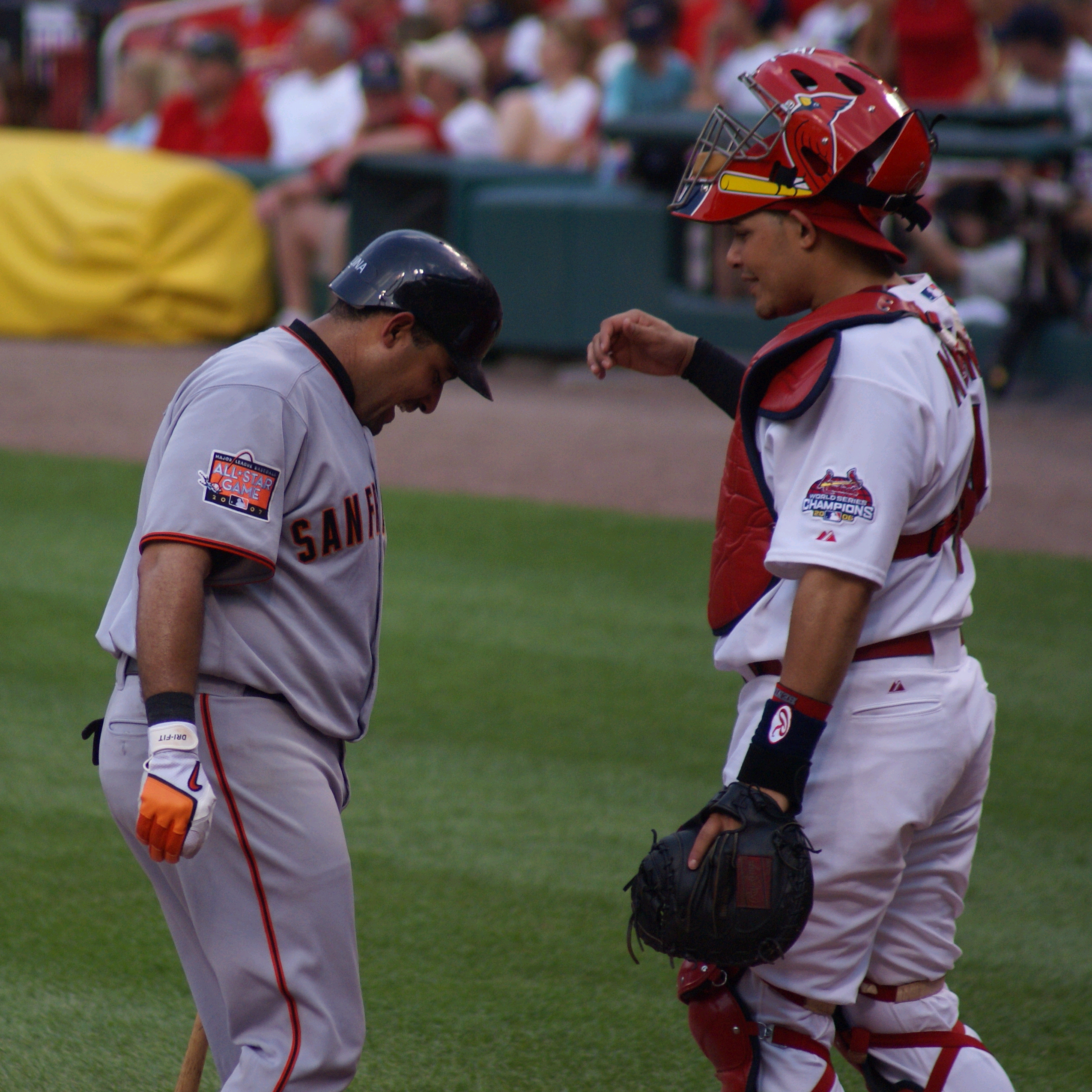
Les frères Bengie et Yadier Molina lors d'un match entre les Giants et les Cardinals en 2009.

En 2009, Yadier Molina a été voté receveur partant de l'équipe de la Ligue nationale pour le match des étoiles du 14 juillet au Busch Stadium de Saint-Louis,. Il remporte un second Gant doré et un troisième Fielding Bible Award.

### Saison 2010
Il est de nouveau le receveur partant des étoiles de la Ligue nationale au match d'étoiles 2010 À l'automne, il mérite un quatrième Fielding Bible Award de suite et un troisième Gant doré consécutif. Pour la troisième fois de sa carrière, Molina mène cette année-là les receveurs de tout le baseball pour l'efficacité à retirer les coureurs adverses en tentative de vol alors qu'il épingle 48,5 % d'entre eux.

### Saison 2011
Il honore une nouvelle sélection au match des étoiles 2011 à Phoenix et frappe un double face à son ancien coéquipier Chris Perez, un lanceur qu'il a dirigé chez les Cards avant qu'il ne passe aux Indians.
Molina est expulsé en 10e manche d'un match à Milwaukee le 2 août. Après avoir regardé passer une troisième prise qu'il croyait être une balle, Molina s'emporte contre l'arbitre au marbre Rob Drake. Ce dernier réagit comme si Molina lui avait craché au visage, mais il apparaît en fait que le joueur des Cards postillonait en argumentant avec Drake. Le joueur des Cards doit être restreint par l'instructeur Jose Oquendo et est vu injuriant l'arbitre de l'abri de son équipe en retraitant vers le vestiaire. Le 4 août, il est suspendu pour cinq parties par la ligue, présente des excuses mais nie avoir craché sur l'abritre, ce qui est confirmé par la séquence vidéo.
La moyenne au bâton de Molina passe de ,262 en 2010 à ,305 en 2011. Il atteint de nouveaux sommets en carrière avec 145 coups sûrs, 14 circuits et 65 points produits. Il frappe pour ,333 en Série de championnat de la Ligue nationale contre Milwaukee et s'illustre particulièrement en Série mondiale 2011 avec ,333 de moyenne et 9 points produits en 7 matchs face aux Rangers du Texas. Il fait partie d'une seconde équipe des Cardinals championne de la Série mondiale.
Il gagne en 2011 son quatrième Gant doré.

### Saison 2012

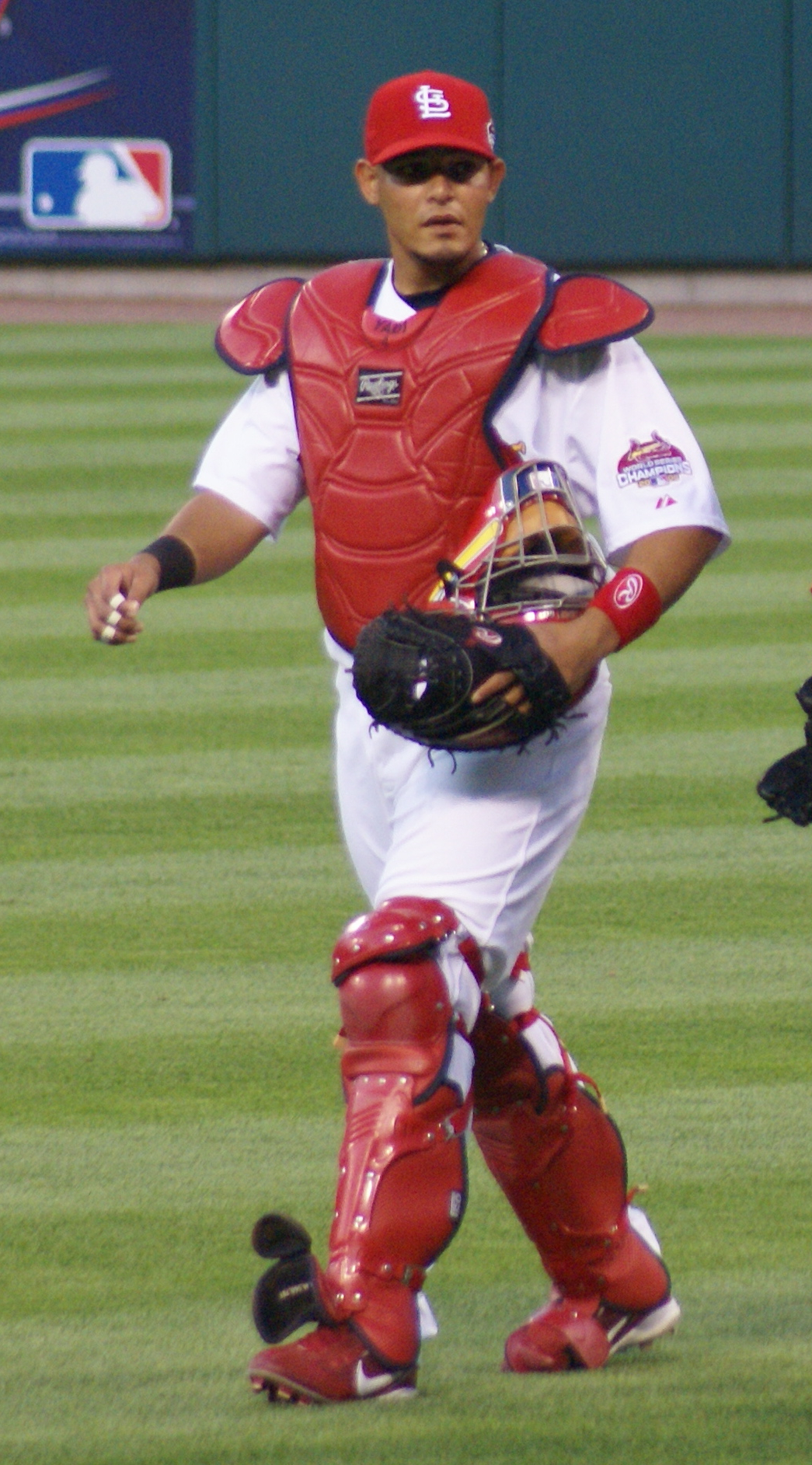
Yadier Molina en 2008.

Avant l'ouverture de la saison 2012, Molina signe une prolongation de contrat de 5 ans pour 75 millions de dollars.
Son excellence en défensive lui rapporte son cinquième Gant doré et son cinquième prix Fielding Bible. Il participe au match des étoiles à la mi-saison et connaît sa meilleure année en offensive avec des sommets personnels pour la moyenne au bâton (,315), la moyenne de présence sur les buts (,373), la moyenne de puissance (,501), les circuits (22), les coups sûrs (159), les points produits (76), les points marqués (65) et les buts volés (12). En retirant 47,9 % des coureurs adverses en tentative de vol, Molina est deuxième des receveurs du baseball majeur en 2012 derrière Ryan Hanigan (48,5 %) des Reds de Cincinnati. Malgré la défaite de son équipe contre les Giants de San Francisco, Molina frappe pour ,393 dans les sept matchs de la Série de championnat de la Ligue nationale. Il termine quatrième au vote désignant le joueur par excellence de la saison en Ligue nationale derrière le vainqueur Buster Posey, Ryan Braun et Andrew McCutchen.

### Saison 2013
En 2013, Molina porte à 5 son nombre de Gants dorés, de prix Fielding Bible et d'invitations au match d'étoiles. Il termine 3e au vote annuel désignant le joueur par excellence de la Ligue nationale après une saison de 136 parties jouées où il atteint de nouveaux sommets personnels de 161 coups sûrs, 80 points produits et 68 points marqués et présente sa moyenne au bâton la plus élevée en une année (,319), la 4e meilleure de la ligue. Molina claque 12 circuits. Il frappe pour ,274 en séries éliminatoires, incluant une moyenne au bâton de ,304 avec deux points produits dans les 6 matchs de la Série mondiale 2013 que les Cardinals perdent devant les Red Sox de Boston.

### Saison 2014
En 2014, Molina est voté sur la formation partante pour le match des étoiles mais se blesse juste avant la partie et c'est Jonathan Lucroy des Brewers de Milwaukee qui commence la rencontre à sa place. Molina rate 7 semaines de jeu en 2014 pour une blessure au pouce droit, qui requiert éventuellement une intervention chirurgicale. Il revient en fin d'année et totalise 110 parties jouées en 2014. Il frappe pour ,282 avec 7 circuits et 38 points produits. Les Cardinals ont une fiche de 26 victoires et 27 défaites cette année-là lorsque Molina n'est pas leur receveur partant.
Le 12 octobre 2014, Molina récolte son 89e coup sûr en séries éliminatoires, pour dépasser son ancien coéquipier Albert Pujols et établir le nouveau record de franchise des Cardinals. Dans ce même match, le second de la Série de championnat de la Ligue nationale contre San Francisco, Molina se blesse à l'oblique gauche durant un passage au bâton et quitte la rencontre.

### Saison 2015
En 2015, Molina est invité au match des étoiles pour le 7e été de suite et remporte un 8e Gant doré consécutif. Sa moyenne au bâton de ,270 et sa moyenne de présence sur les buts de ,350 sont ses plus faibles depuis 2010. Limité à 4 circuits, compile 61 points produits et retire 41 % des coureurs adverses en tentative de vol.
Sa saison se termine sur une mauvaise note alors qu'il se déchire un ligament du pouce droit contre les Cubs de Chicago le 20 septembre. Il réussit tout de même à jouer en éliminatoires dans la Série de division qui oppose les Cardinals à ces mêmes Cubs. Mais sa blessure l'incommode : il ne frappe qu'un coup sûr en 8, est retiré du 3e match de la série de 4 après avoir ressenti de la douleur en s'élançant lors d'un passage au bâton, et c'est son substitut Tony Cruz qui joue le 4e match comme receveur pour les Cardinals.